# Carnon
Pour l’article homonyme, voir Carnon Downs.
Carnon également dénommé Carnon-Plage est une station balnéaire de l'Hérault située sur la commune de Mauguio.
Cette station, créée historiquement autour du « Grau de Carnon », abrite un port de plaisance comprenant 800 amarrages à flot et se situe entre La Grande-Motte et Palavas-les-Flots, dans la partie septentrionale du golfe du Lion.
La station s'est développée au milieu du XXe siècle avec la création d'établissements de bains de mer associés à un accueil commercial et hôtelier qui lancèrent le tourisme à Carnon.

## Géographie
Situation

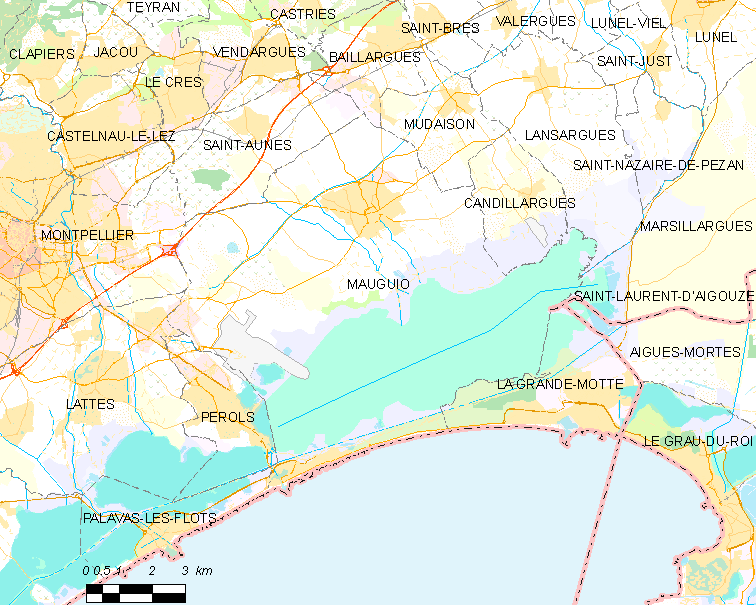
Carte du territoire communal de Mauguio.

Construite sur le cordon littoral isolant l'étang de l'Or et ses milliers d'oiseaux de la mer Méditerranée, Carnon est située sur le territoire de la commune de Mauguio à environ 10 km de Montpellier.
Description
La station balnéaire est construite sur le modèle d'une ville nouvelle, avec un plan des rues orthogonal. La construction de Carnon-Plage et de son port de plaisance dans les années 1970 correspond au type d'aménagement pour le développement du tourisme sur le littoral languedocien à l'instar de La Grande-Motte, de Port Camargue ou de Valras-Plage, mais indépendamment de la Mission Racine. Les plus anciennes habitations de pêcheurs, les cabanes de Carnon, se trouvent près de Pérols, plus à l'intérieur des étangs.
Le bassin du port de plaisance ouvert toute l'année constitue le principal centre des activités touristiques et permet l'accueil de 800 bateaux, tous à flot sur les quais ou des appontements flottants. À l'ouest, l'accès routier d'une partie de la station est commun à celui de la commune balnéaire voisine de Palavas-les-Flots.
La partie orientale, plus étendue, se prolonge suivant la route qui relie Carnon à La Grande-Motte donne accès aux plages dites : Petit travers et Grand travers. On y trouve des activités de plage et quelques discothèques. Cette zone a fait l'objet d'importants aménagements en visant à préserver le cordon dunaire et en interdisant le stationnement et l'accès automobile.

### Communes limitrophes
| Saint-Aunès (10.37 / 15,65 km) Pérols (2.71 / 4,08 km) Lattes (6.61 / 9,91 km) | Vendargues (12.26 / 19,02 km) Castries (14.58 / 20,78 km) | Mauguio (8.00 / 14,36 km) Candillargues (10.86 / 21,00 km) Saint-Laurent-d'Aigouze (19.94 / 27,18 km) |
| Fabrègues (16.29 / 19,88 km)                                                   | Carnon                                                    | La Grande-Motte (8.70 / 10,37 km) Le Grau-du-Roi (12.67 / 19,00 km)                                   |
| Villeneuve-lès-Maguelone (9.56 / 11,59 km) Palavas-les-Flots (4.42 / 5,56 km)  | Mer Méditerranée (0.40 / 0,59 km)                         | Pointe de l'Espiguette (Le Grau-du-Roi) (15.16 / 24,79 km)                                            |

### Géologie
Le territoire de la station de Carnon-plage est entièrement situé sur un cordon littoral datant de l'époque holocène. La partie de la côte (secteur occidental) la moins construite est la mieux conservée. Le sédiment de plage le plus apparent est un sable de granulométrie moyenne et les sédiments meubles sont d’origine ancienne principalement rhodanienne.

### Climat
Située sur le littoral du sud de la France, et sous l'influence du climat méditerranéen, la station bénéficie de jours de précipitations assez peu nombreux, mais des averses parfois violentes dénommées sous le terme d'épisode cévenol. Les hivers sont plutôt doux et humides, et les étés sont chauds et secs. Cependant, la présence de la mer favorise l'installation de la brise marine qui tempère les excès thermiques.
Les vents marins, c'est-à-dire en provenance de la mer, souvent dénommés « vents d'autan », soufflent à l'opposé de la tramontane,.

## Histoire
En 1942, alors qu'il vient d'être promu général de corps d'armée et qu'il commande la 16e division militaire à Montpellier, Jean de Lattre de Tassigny crée une école de cadres militaires, à Carnon.
La démoustication réalisée dans les années 1960 règle le problème de la nuisance liée à la présence récurrente de ces insectes et accélère encore le développement touristique du littoral.

## Politique et administration

### Liste des maires
| Période      | Période  | Identité     | Étiquette | Qualité                                      |
| ------------ | -------- | ------------ | --------- | -------------------------------------------- |
| octobre 2006 | en cours | Yvon Bourrel | DVG       | Enseignant, puis retraité de l'enseignement, |

### Gestion territoriale
Carnon est administrativement rattachée à la commune de Mauguio, alors que l'étang de l'Or sépare les deux cités. Il faut compter une vingtaine de minutes en voiture pour rejoindre Carnon depuis Mauguio. Cependant, la mairie annexe, située rue du Levant au cœur de la station, abrite également un centre social afin de faciliter les démarches des résidents de Carnon.
Afin de mieux identifier la situation de Carnon qui n'est pas qu'un quartier de Mauguio, mais aussi son unique station balnéaire, le conseil municipal décide au niveau local de se présenter sous le nom de « Mauguio-Carnon », image qu'elle utilise également au niveau de son office de tourisme. L'indépendance territoriale de Carnon a souvent été évoquée au niveau local par quelques partisans et plus particulièrement par l'association « Carnon libre », mais ne semblait pas faire l'unanimité chez les habitants permanents de la station balnéaire. Aujourd'hui , le collectif " un maire à Carnon " est en passe d'obtenir les 1000 signatures que demande le Préfet pour obtenir cette liberté communale et surtout retrouver leur identité "carnonnaise" 

## Population et société

### Démographie
Carnon compte 3 815 habitants (2017) permanents sur les 16 919 que compte la commune de Mauguio à laquelle elle est rattachée. La station dispose d'une mairie annexe.

## Réseau routier et transports

### Voie rapide
- La station se situe sur le tracé de la voie rapide D62 (Montpellier/La Grande-Motte)

 Carnon-est (km 6)

### Transports en commun routiers
- La ligne 606 du réseau liO relie Montpellier à La Grande-Motte et au Grau-du-Roi ; elle traverse le secteur de Carnon-Plage ;
- Une ligne de bus temporaire circulant durant la période estivale et dénommée « navette des plages » (ligne 633 liO) relie le terminus « Pérols – Étang de l’Or » de la ligne 3 du tramway de Montpellier à la plage du Grand Travers, située à l’est de Carnon ;
- La ligne 1 du réseau Transp'Or relie Palavas-les-Flots à la station terminus de la ligne de tramway no 3 « Pérols-Étang de l'Or » via l’arrêt Cabanes de Carnon (seul arrêt sur la commune) toute l'année, y compris les week-ends et jours fériés ;
- La ligne 4 du réseau Transp'Or relie La Grande-Motte au terminus de la ligne de tramway no 3 « Pérols-Étang de l'Or »  toute l’année, y compris les week-ends et jours fériés.

### Autres transports
La gare ferroviaire la plus proche de la commune est la gare de Montpellier-Sud-de-France, située à environ 6 km du centre de la commune ;
L'aéroport le plus proche est l'Aéroport de Montpellier-Méditerranée, situé à environ 3 km. La proximité de celui-ci permet d'observer les manœuvres de décollage et d'atterrissage des avions depuis les bords de l'étang du Méjean et du canal du Rhône à Sète.

## Galerie

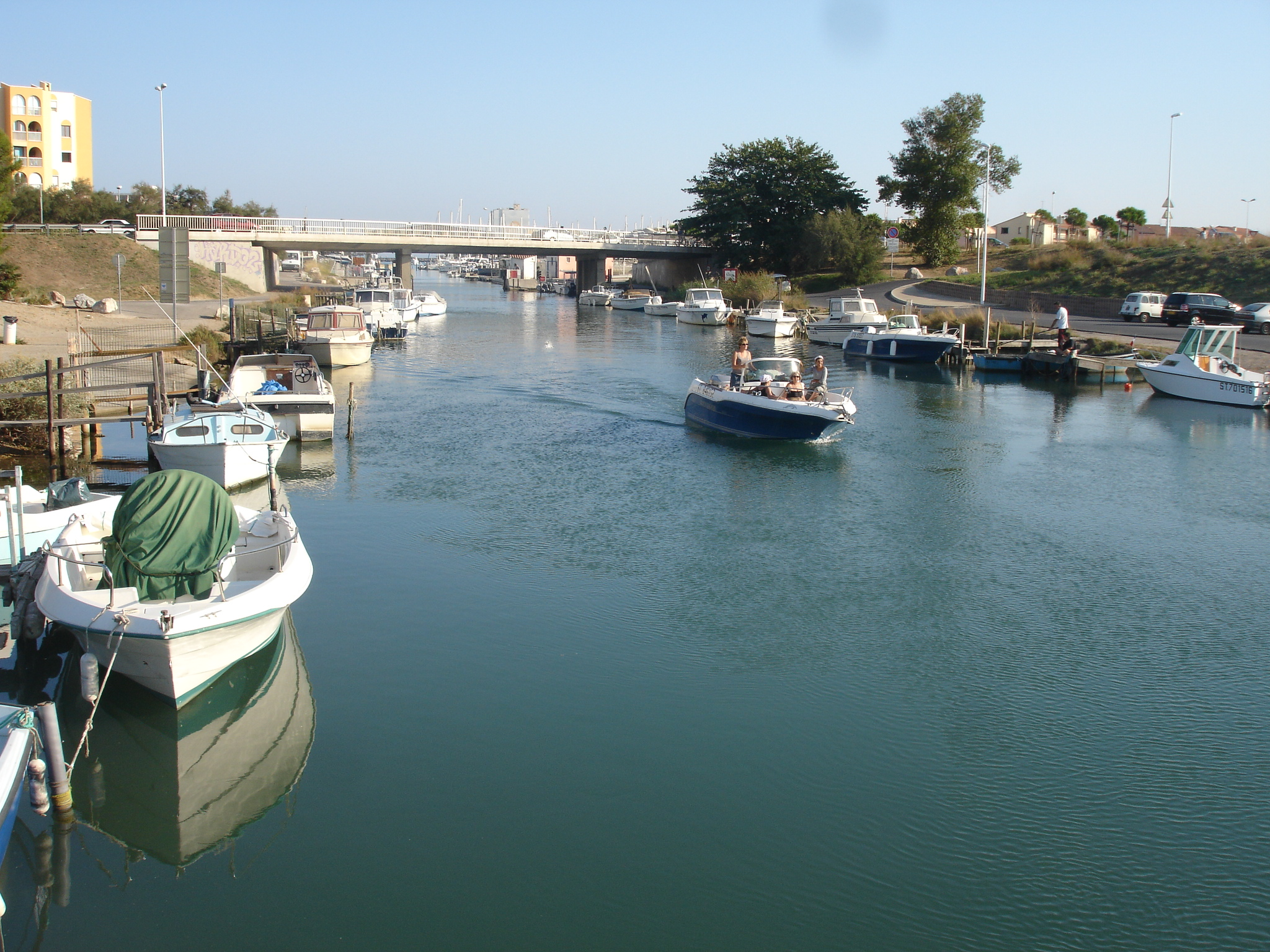
Carnon, le canal.
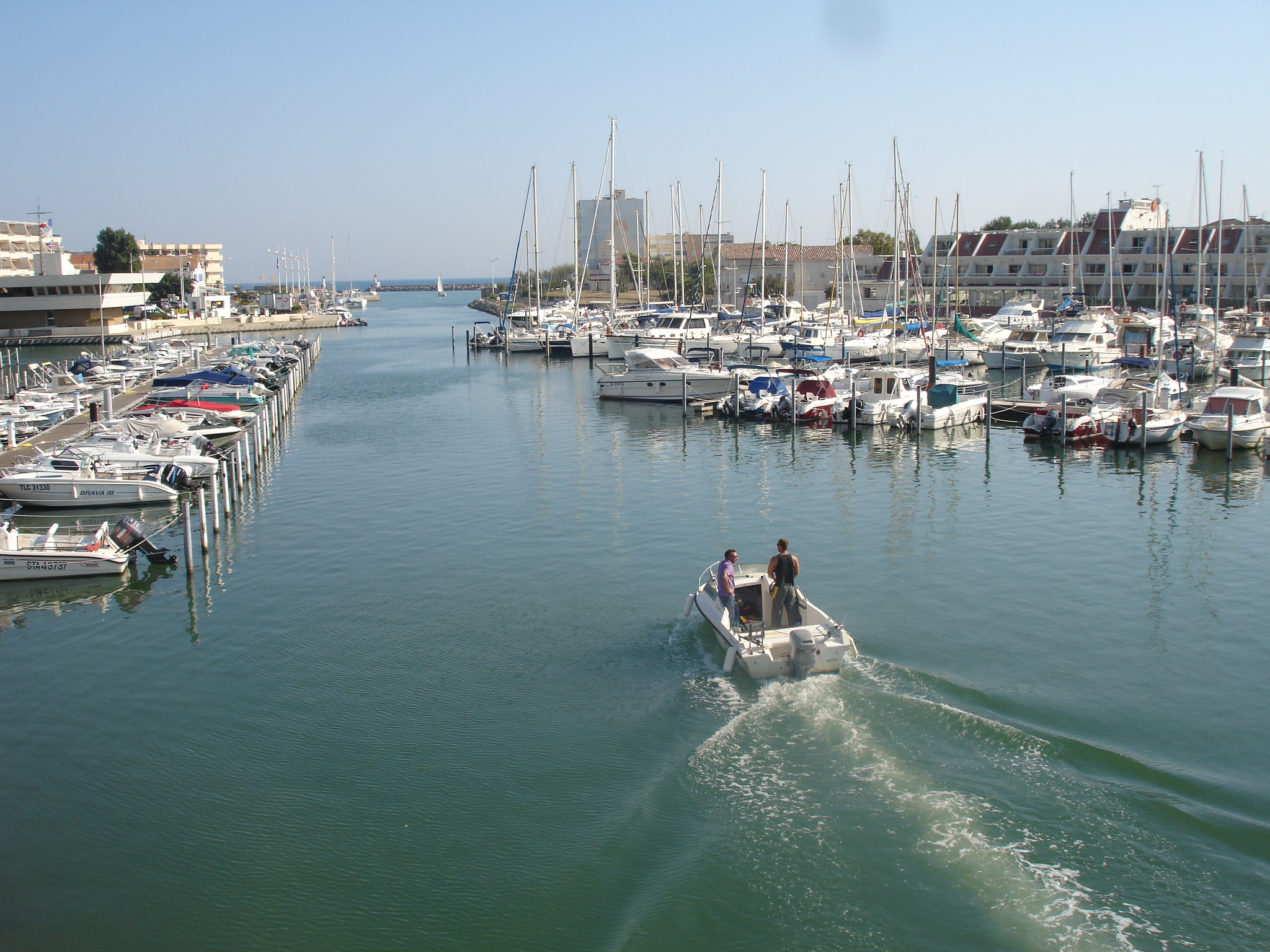
Le port et le canal.
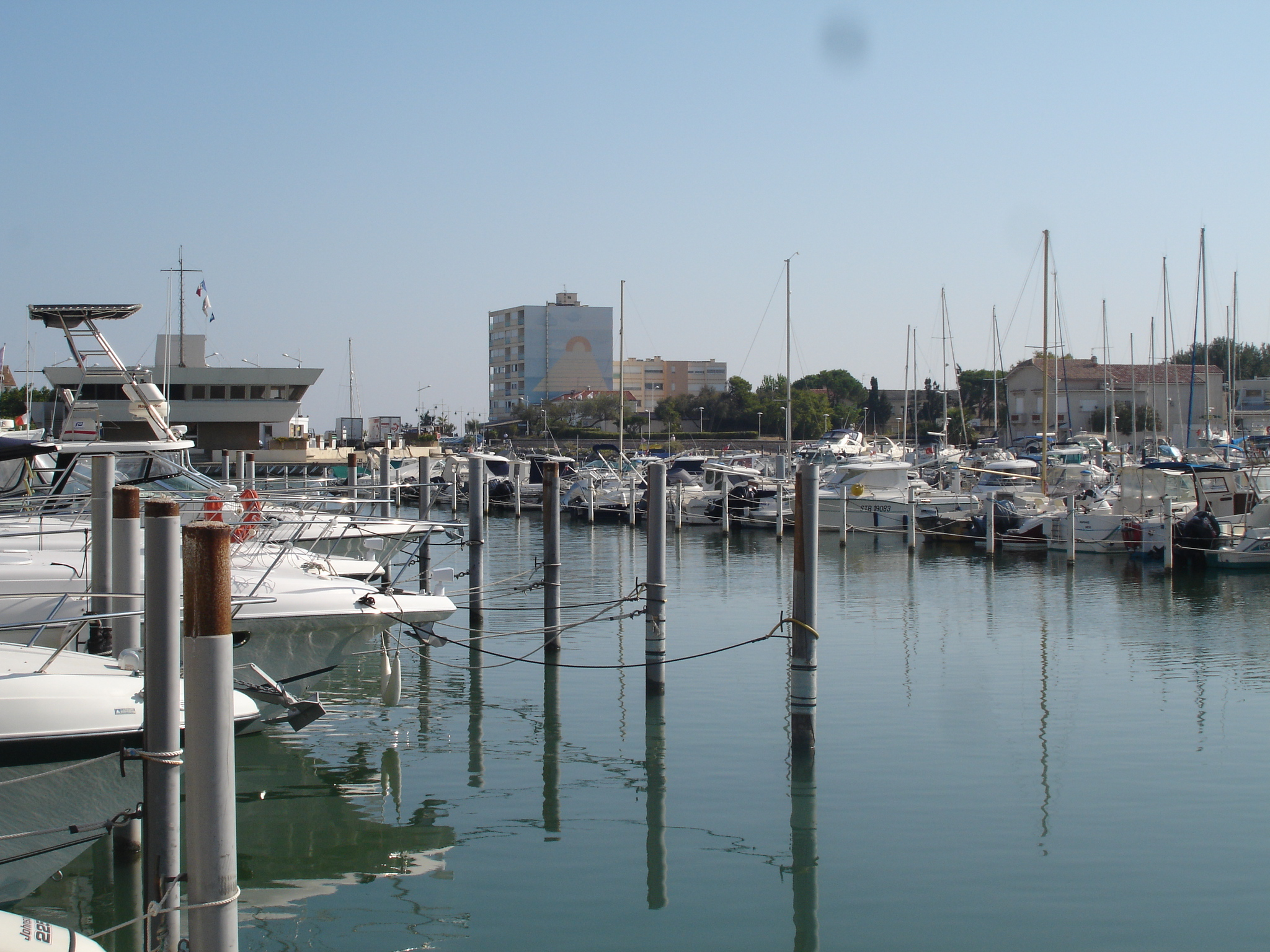
Le port et le canal.
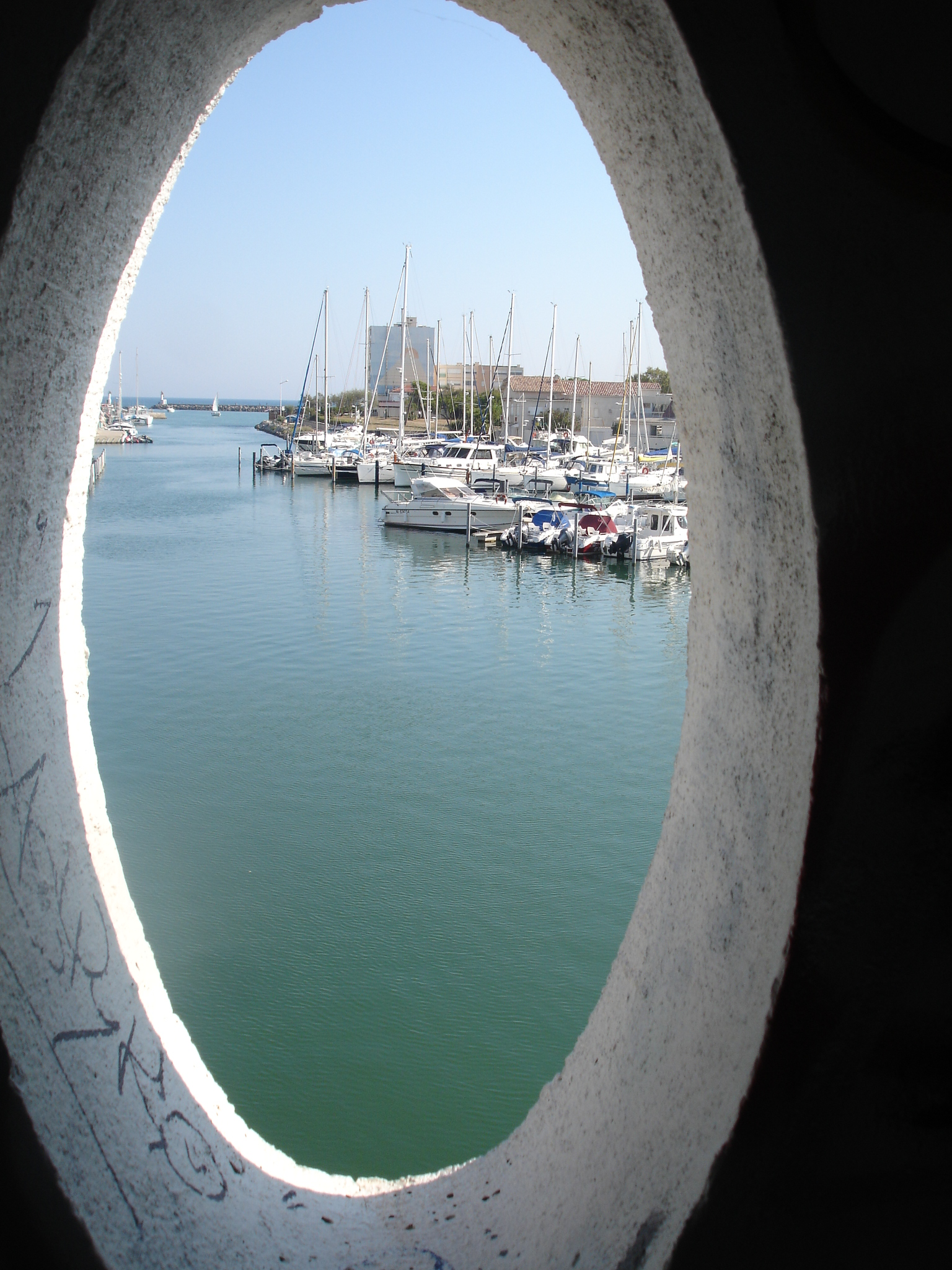
Canal vu du pont.
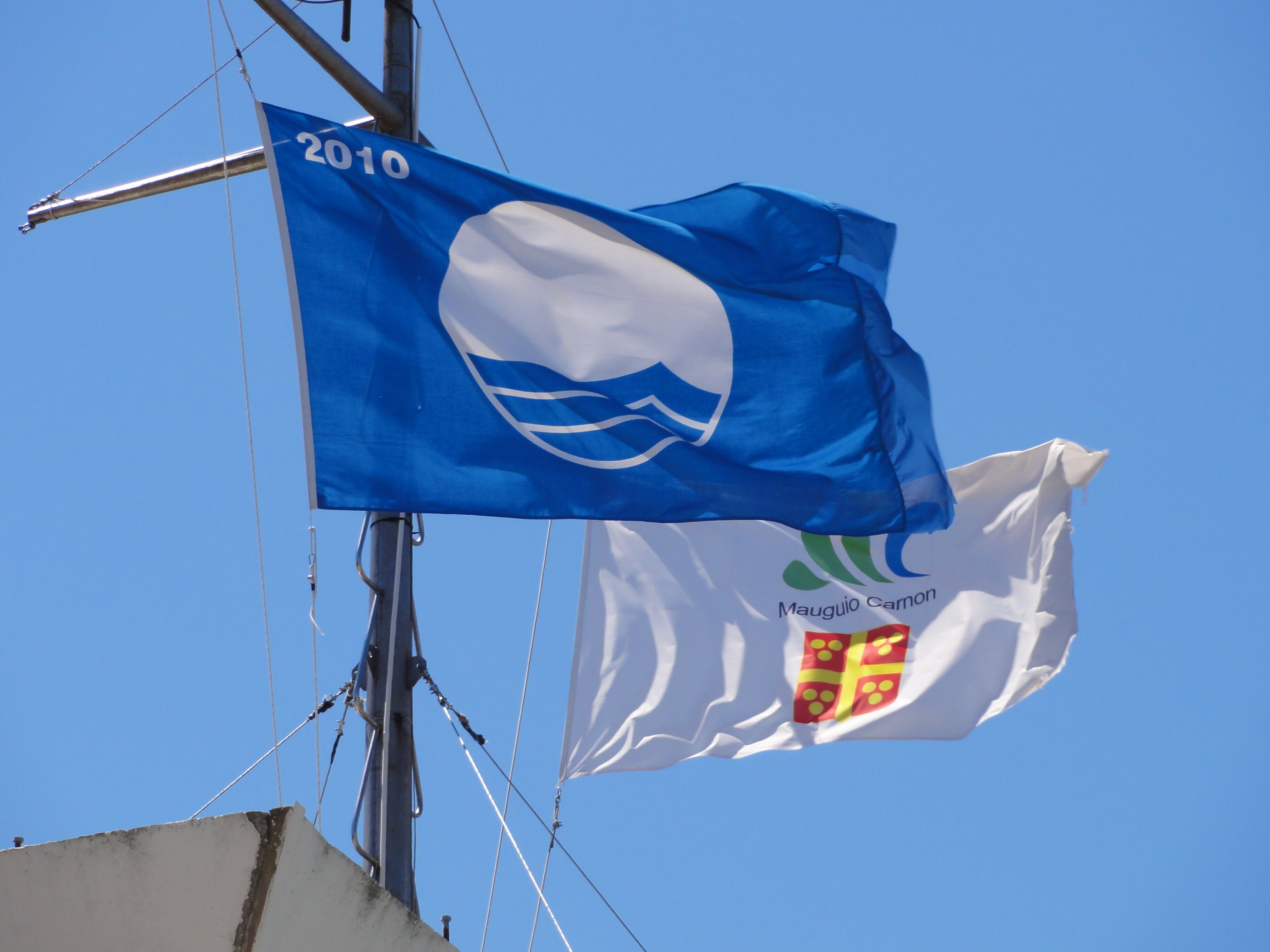
Le pavillon bleu sur la capitainerie.
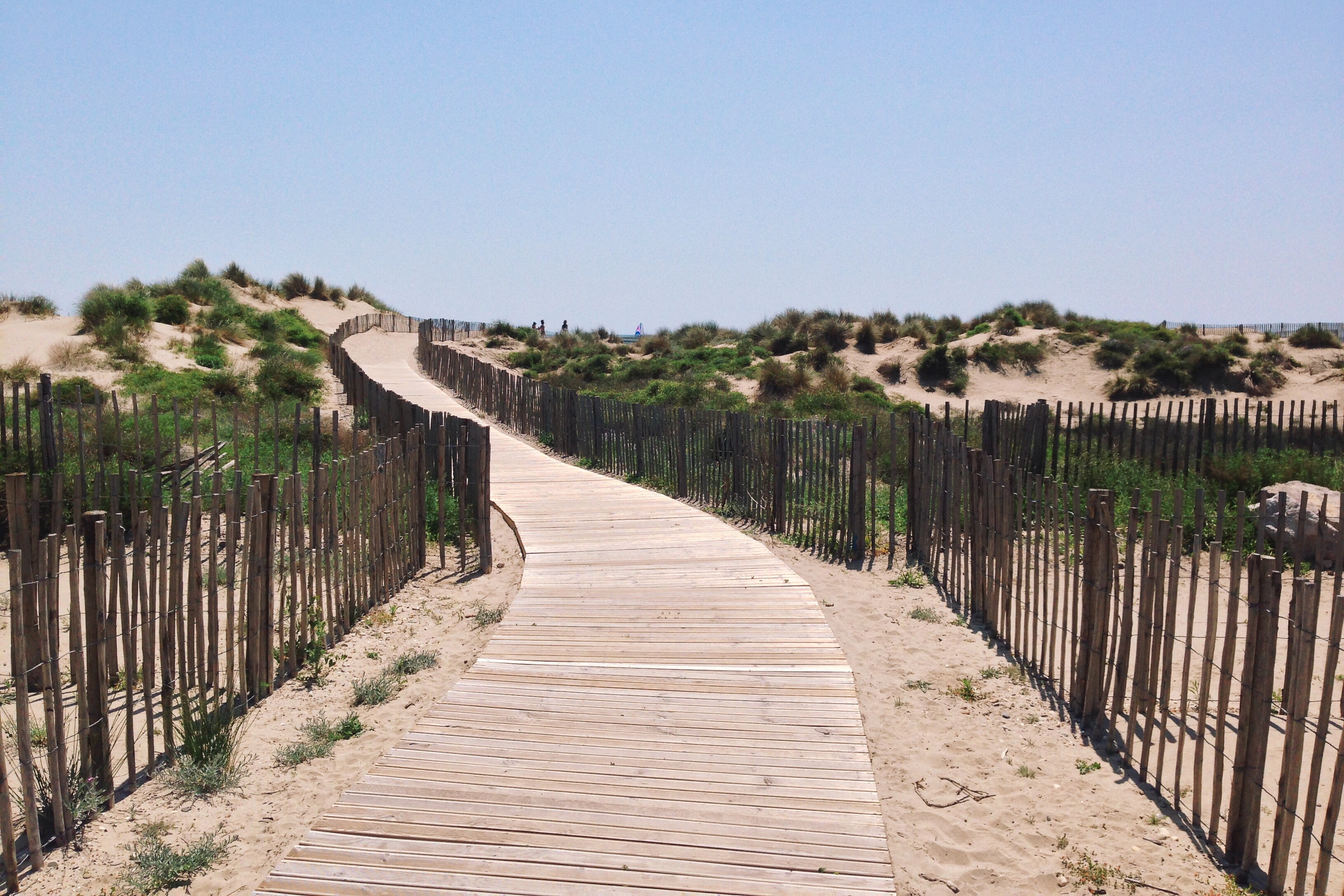
Secteur du Petit Travers.